# アミューズ豊田
アミューズ豊田（アミューズとよだ）は、静岡県磐田市上新屋にある文化施設。旧磐田郡豊田町にあった唯一の文化・スポーツ振興施設であり、平成の大合併を経た現在は磐田市の施設である。

## 概要
主にコンサートや演劇・舞踊に利用されている文化施設棟、茶道や華道および福祉交流のための和室などを備えた福祉施設棟、体育館や柔道場などに利用されるスポーツ施設棟の3施設を中心に、日本庭園や野外ステージなども備える複合的文化・スポーツ振興施設である。

## 施設・座席数

### 文化施設
- ホール（326席）
- 楽屋1号-2号
- リハーサル室
- 陶芸室
- 会議室

### 福祉施設
- 和室
- ラウンジ
- 浴場

### スポーツ施設
- メインアリーナ
- サブアリーナ
- 柔道場
- トレーニング室
- 更衣室

### その他
- 野外ステージ
- コミュニティ広場
- 日本庭園

## 交通アクセス
- 国道1号磐田バイパス 森岡インターチェンジより車で2分。
- 無料駐車場あり。
- JR東海道本線豊田町駅北口より市営バスで15分。

## その他
- 開館時間:9:00–21:30
- 休館日:月曜日（月に1回程度）